# جيمس مكاي
جيمس مكاي هو سياسي كندي، ولد في 11 فبراير 1836، وتوفي في 20 أبريل 1916.